# 韦东奕
韦东奕（1991年—），男，北京大学博士，1991年出生于山东济南，浙江东阳人，中国数学家，现任北京大学助理教授，北京大学数学科学学院微分方程教研室研究员。曾任北京国际数学研究中心博士后。

## 生平
1991年出生于山东济南。2007年升入高中就读于山东师范大学附属中学。曾两次满分获得国际奥数比赛金牌。2010年，免试入读北京大学数学科学学院。2014年本科毕业，获理学学士学位。2018年毕业于北京大学数学科学学院，获理学博士学位。
2017年12月至2019年11月为北京国际数学研究中心从事博士后研究工作，研究方向为偏微分方程和微分几何。2019年12月至今任北京大学助理教授，北京大学数学科学学院数学系微分方程教研室研究员。

## 学术贡献
韦东奕在对三维纳维一斯托克斯方程（Navier-Stokes）正则性问题和二维不可压缩欧拉方程线性阻尼问题、随机矩阵理论、散焦半线性波方程解的长时间衰减行为等的研究上取得了成果。

### 代表作
1. Wei Dongyi. Regularity criterion to the axially symmetric Navier-Stokes equations. J. Math. Anal. Appl. 435 (2016), no. 1, 402-413.
2. Wendong Wang, Dongyi Wei, Zhifei Zhang. Energy identity for approximate harmonic maps from surfaces to general targets, J. Funct. Anal. 272 (2017), 776-803.
3. Wei Dongyi, Zhang Zhifei. Global well-posedness of the MHD equations in a homogeneous magnetic field. Anal. PDE 10(2017), no. 6, 1361-1406.
4. Wei Dongyi, Zhang Zhifei, Zhao Weiren. Linear inviscid damping for a class of monotone shear flow in Sobolev spaces. Comm. Pure Appl. Math. 71 (2018), no. 4, 617-687.
5. Wei Dongyi, Zhang Zhifei, Zhao Weiren. Linear inviscid damping and vorticity depletion for shear flows. Ann. PDE 5 (2019), no. 1, Art. 3, 101 pp.
6. Shao, Feng, Dongyi Wei, and Zhifei Zhang. “On Blow-up for the Supercritical Defocusing Nonlinear Wave Equation.” Forum of Mathematics, Pi 13 (2025): e15. https://doi.org/10.1017/fmp.2025.7.

### 科研项目
2018年5月—2021年8月，《不可压缩流体的稳定性问题》，博士后基金，主持人。

## 奖项和荣誉

### 奖项
- 2008年第49屆國際數學奧林匹克滿分金牌
- 2009年第50屆國際數學奧林匹克滿分金牌
- 2012-2013学年度国家奖学金
- 2013年丘成桐大学生数学竞赛华罗庚奖金奖
- 2013年丘成桐大学生数学竞赛陈省身奖金奖
- 2013年丘成桐大学生数学竞赛周炜良奖银奖
- 2013年丘成桐大学生数学竞赛林家翘奖金奖
- 2013年丘成桐大学生数学竞赛许宝騄奖金奖
- 2013年丘成桐大学生数学竞赛个人全能奖，即丘成桐獎金奖
- 2018年阿里巴巴全球數學競賽金獎
- 2021年阿里达摩院青橙奖[6]

### 荣誉
- 北京大学数学学院优秀院友
- 北大青年博雅学者
- 国家奖学金

## 轶事
2021年5月29日，《有道来探校》发布了一段在北京大学随机采访的视频，标题为《以为是北大学生，没想到是王者》。在视频中接受采访的韦东奕手提一大瓶矿泉水和几个馒头受访，形象不修边幅，被网友称为“韦神”“北大数学系扫地僧”。
2025年6月4日，韦东奕在亲戚的协助下于短视频平台抖音开通个人账号并发布了时长4秒的个人简介视频。截至6月15日已涨粉超2469万，并于6月7日获WRC世界纪录认证为“72小时内抖音平台学术领域获得粉丝最多的人”，也被媒体报道为“全球涨粉速度第二快的人”。同时，他在视频中展现出的健康状况和精神状态引发网友担忧 ，北大校方对此回应称韦东奕身体健康，只是一直有严重牙周问题。在视频走红后，中文互联网上出现了大量模仿者甚至冒充者，大陆官媒对这种行为表示谴责 ，韦东奕本人则表示流量对他已造成影响，他将不再对外作出任何回应。

## 个人生活
韦东奕的父母为山东建筑大学教师，其父韦忠礼曾任山东建筑大学理学院副院长，兼任山东大学博士生导师、山东省数学会理事。
韦东奕患有牙周炎导致其牙齿脱落，曾治疗多次。